# اس‌اس دوریسی (۱۹۲۳)
اس‌اس دوریسی (۱۹۲۳) (به انگلیسی: SS Doric (1923)) یک کشتی است که طول آن ۱۸۳٫۱ متر (۶۰۱ فوت) می‌باشد. این کشتی در سال ۱۹۲۲ ساخته شد.